# Weeton-with-Preese
Weeton-with-Preese est une paroisse civile du Lancashire, en Angleterre.